# Dana Dawson
Dana Dawson (* 7. August 1974 in New York, USA; † 10. August 2010 ebenda) war eine amerikanische Sängerin, Songautorin und Schauspielerin.

## Leben

### Schauspielerei
Im Alter von sieben Jahren begann Dana Dawson ihre Schauspielkarriere. Sie spielte 1981 im Broadway-Musical Annie. Im Jahr 2000 stieß sie wieder zum Musical und hatte 2001 erneut Premiere am Broadway.

### Musikkarriere
Mit vierzehn Jahren gewann Dana Dawson einen Wettbewerb für Texter. Sie wurde von einem französischen Produzenten in New York entdeckt. 1991 entstand in Frankreich ihr Debütalbum Paris, New York and Me (Columbia), wovon drei Auskopplungen den Sprung in die französischen Singlecharts schafften.
1995 erschien das Album Black Butterfly (EMI-Music), das sich in dank seines eingängigen Soul-Pops mehr als zwei Millionen Mal verkaufte. Darauf befand sich auch die erfolgreichste Dawson-Single 3 Is Family, die sich im selben Jahr in den Top 10 der englischen Charts platzieren konnte und in Deutschland zum Radiohit wurde (Platz 3 der Airplay-Charts). Die Plattenfirma sah die Sängerin als Konkurrentin von Janet Jackson, Whitney Houston und Mariah Carey. Trotzdem stellte sich kein nachhaltiger Erfolg ein.
In Großbritannien erschien 2001 die Single Nice Life, die aus dem Soundtrack der Lizzie-McGuire-Show (Disney Channel) stammte.

### Letzte Jahre
Im Juli 2007 heiratete Dawson den aus New York stammenden Jazz-Saxophonisten Jason Curry. Nach der Diagnose Darmkrebs folgte ein mehrjähriger Kampf gegen die Krankheit. Schließlich starb Dana Dawson am 10. August 2010, drei Tage nach ihrem 36. Geburtstag, an den Folgen des Krebsleidens.

## Filmografie
- 1987: Junge Schicksale (ABC Afterschool Specials) (1 Folge, Read Between the Lines)
- 1988: Starlight: A Musical Movie

## Diskografie

### Alben
- 1991: Paris, New York and Me
- 1995: Black Butterfly (Wiederveröffentlichung UK 1996 mit einem Bonustrack)

### Singles
- 1988: Ready to Follow You
- 1990: Romantic World
- 1991: Tell Me Bonita
- 1991: Open Hearts
- 1992: Moving On
- 1995: 3 Is Family
- 1995: Got to Give Me Love
- 1996: Show Me
- 1996: How I Wanna Be Loved
- 1997: More, More, More (mit Dolce & Gabbana)
- 2001: Nice Life